# Bogdănești, Suceava
Bogdănești este satul de reședință al comunei cu același nume din județul Suceava, Moldova, România.

## Personalități
- Ion Solcanu (n.1943),  profesor universitar, senator

 Acest articol despre o localitate din județul Suceava este deocamdată un ciot. Puteți ajuta Wikipedia prin completarea lui.